# Coenotephria decipiata
Coenotephria decipiata är en fjärilsart som beskrevs av Otto Staudinger 1901. Coenotephria decipiata ingår i släktet Coenotephria och familjen mätare. Inga underarter finns listade i Catalogue of Life.